# 노동초등학교 학동분교
노동초등학교 학동분교는 전라남도 보성군 노동면 예재로 448-9에 있었던 초등학교 분교이다.

## 연혁
- 1954년 2월 25일 노동국민학교 명봉분교장 인가
- 1959년 4월 20일 명봉국민학교 승격 개교
- 1985년 3월 11일 병설유치원 개원
- 1993년 3월 1일 노동국민학교 학동분교장 격하
- 1999년 9월 1일 노동초등학교 본교로 통폐합